# Râul Valea Neagră, Brătei
Râul Valea Neagră este un curs de apă, afluent de dreapta al râului Brătei.

## Hidrografie
Râul Valea Neagră are un afluent de stânga, Valea Stânei și trei de dreapta, Pârâul Mic, Pârâul Rece și Pârâul Cabanei.

## Hărți
- Harta Munților Bucegi  Arhivat în 28 mai 2008, la Wayback Machine.
- Harta Munților Leaota  Arhivat în 9 iunie 2008, la Wayback Machine.

Format:Bazinul Ialomița